# Восстание Орбели
Восстание Орбели — восстание знатных грузинских феодалов против царя Грузии, Георгия III, под предводительством Иване Орбели. Восстание произошло в 1177—1178 годах. Целью восстания было возведение на престол царевиа Демны, племянника Геория III и зятя Иване Орбели, официальная причина — жесткая централистская политика царя, предлог — защита законных прав царевича Демны. 

## Восстание
Против царя выступили князья Орбели, Иване Варданисдзе, Шота — сын Артавачо. Анания Двинели, Мхарвлеби, Торели Гамкели, Мемна Джакели, Хасан, Григол Анели, сын Апирати и другие. В армии заговорщиков было около 3000 человек. Они короновали Демну царем в крепости Агар. Большинство феодалов не были лояльны царю. Особенно проявили себя Кубасар, военачальник кыпчакского отряда, и Чиабери, меджинибетухуцеси.
В царском войске были двалы и другие обитатели из других частей горной области Грузии. План захватить царя Георгия врасплох провалился. Ему удалось закрепиться в Тбилиси. Это вызвало колебания у повстанцев и они стали переходить на сторону царя, Георгий III принял отступников с большим почетом. Сначала царь хотел вести переговоры с повстанцами, похоже, не надеявшийся ни на победу, ни на избежание кровопролития, но Иване Орбели не захотел этого. После изменения ситуации Иване Орбели потребовал раздела царства.
Царь Георгий отобрал у мятежников крепости и осадил Лорийскую крепость.
Повстанцы обратились за помощью к Шах-Армену и атабагу Азербайджана, они послали на переговоры эристава Липарита картлийского, Кавтара Иванеса дзе Меджинибетухуцеса, и некоего Двинели.
Хотя осада замка Лори продолжалась несколько месяцев, повстанцам не удалось получить помощь извне. Восстание потерпело поражение.
Царевич Демна спустился из крепости с саблей и предстал на коленях перед царем-дядей и стал просить прощения. Но царь был непреклонен перед предателями; Демне выкололи глаза, и он лишился их. Иване Орбели также выкололи глаза, казнили младшего брата Иване, Кавтари, и его сына, Сумбата, прочих преступников прогнали из Грузии.
Практически весь род Орбели был вырезан, за исключением двух спасшихся братьев.
Царь вынес жестокий приговор решением Дарбази и утвердил его церковным благословением. Георгий раздал должности и поместья предателей своим верным подданным.